# Rally Valeo
El Rally Valeo fue una prueba de rally que se disputó anualmente en la Comunidad de Madrid, organizado por la Federación Madrileña de Automovilismo desde 1984 hasta 2005 y fue puntuable para el Campeonato de España de Rally en la mayoría de sus ediciones y para el Campeonato de Europa de Rally durante cuatro años. La prueba es heredera del Rally Shalymar, rally que se realizaba desde 1969 y que en 1983 recibió el nombre Rally Shalymar-Trofeo Valeo. Al año siguiente este dejó de hacerse y continuó realizándose pero bajo el nombre de Rally Valeo, apelativo que mantuvo hasta 1992 cuando recibió otro cambio de nombre: Rally de Madrid. En sus últimas ediciones el rally también se le conoció como Rally Comunidad de Madrid y Rally Villa de Madrid.

## Historia
Etapa Rally Valeo
En su primer año fue puntuable para la Copa de España de Rally y para el Campeonato Centro de Rally. Al año siguiente entró en el calendario del nacional donde se mantuvo hasta 1992 cuando perdió a su principal patrocinador (Valeo) lo que propició además la salida del calendario nacional. A partir de ahí solo formó parte del campeonato de Madrid hasta 1996 cuando regresó nuevamente al nacional. Desde 1989 hasta 1992 también fue cita puntuable para el europeo. La edición de 1992 se presentó con muchos problemas. Valeo dejó de patrocinar la prueba y al no encontrar financiación la federación española logró que el RACE se hiciera cargo de la misma. Además se hicieron cambios de última hora por problemas en los tramos.
Etapa Rally de Madrid
En 2011 se disputó una prueba llamada Rally Villa de Madrid con sede en Chinchón organizada por la Federación Madrileña y que transcurría por los tramos de una prueba anterior conocida como Rallye Aymair. El vencedor fue Daniel Marbán con un Mitsubishi Lancer EVO X.

## Palmarés
| Año    | Edición                    | Piloto                   | Copiloto            | Automóvil                   | Series      |
| ------ | -------------------------- | ------------------------ | ------------------- | --------------------------- | ----------- |
| 1984   | 1.º Rally Valeo            | Carlos Sainz             | Antonio Boto        | Renault 5 Turbo             | Copa        |
| 1985   | 2.º Rally Valeo            | Salvador Serviá          | Jordi Sabater       | Lancia 037                  | España      |
| 1986   | 3.º Rally Valeo            | Carlos Sainz             | Antonio Boto        | Renault 5 Turbo             | España      |
| 1987   | 4.º Rally Valeo            | Carlos Sainz             | Antonio Boto        | Ford Sierra RS Cosworth     | España      |
| 1988   | 5.º Rally Valeo            | Salvador Serviá          | Jordi Sabater       | Lancia Delta Integrale      | España      |
| 1989   | 6.º Rally Valeo            | Carlos Sainz             | Luis Moya           | Toyota Celica GT-Four       | ERC, España |
| 1990   | 7.º Rally Valeo            | Dario Cerrato            | Giuseppe Cerri      | Lancia Delta Integrale 16V  | ERC, España |
| 1991   | 8.º Rally Valeo            | José María Ponce Anguita | José Carlos Déniz   | BMW M3                      | ERC, España |
| 1992   | 9.º Rally Madrid           | Jesús Puras              | Álex Romaní         | Lancia Delta HF Integrale   | ERC, España |
| 1993   | 10.º Rally de Madrid       | Carlos Esteban           | Pablo Martín Prados | Ford Sierra RS Cosworth     |             |
| 1994   | 11.º Rally Villa de Madrid | Carlos Esteban           | Pablo Martín Prados | Ford Sierra RS Cosworth 4x4 |             |
| 1995   | 12.º Rally Villa de Madrid | Carlos Esteban           | Pablo Martín Prados | Ford Sierra RS Cosworth     |             |
| 1996   | 13.º Rally Villa de Madrid | Jon Casais               | Queralt Díaz        | Citroën ZX 16V              |             |
| 1997   | 14.º Rally Villa de Madrid | Luis Climent             | José Antonio Muñoz  | Renault Mégane Maxi         | CERA        |
| 1998   | 15.º Rally Villa de Madrid | Jesús Puras              | Carlos del Barrio   | Citroën Xsara Kit Car       | CERA        |
| 1999   | 16.º Rally de Madrid       | Jesús Puras              | Marc Martí          | Citroën Xsara Kit Car       | CERA        |
| 2000   | 17.º Rally de Madrid       | Jesús Puras              | Marc Martí          | Citroën Xsara Kit Car       | CERA        |
| 2001   | 18.º Rally de Madrid       | Luis Monzón              | José Carlos Déniz   | Peugeot 206 WRC             | CERA        |
| 2002   | 19.º Rally de Madrid       | Jesús Puras              | Carlos del Barrio   | Citroën Xsara WRC           | CERA        |
| 2003   | 20.º Rally de Madrid       | Ángel Doménech           | Juan C. Corriols    | Peugeot 206 XS              |             |
| 2005   | Rally Comunidad de Madrid  | Fernando Medina          | Kabir Silvestri     | Citroën Saxo S1600          |             |
| 2008   | Rally Comunidad de Madrid  | Daniel Marbán            | Rafael Flores       | SEAT Córdoba WRC            |             |
| 2009   | Rally Villa de Madrid      | Alberto Monarri          | Alberto Chamorro    | Opel Corsa S1600            |             |
| 2010   | Rally Villa de Madrid      | Ángel Doménech           | Ramón López         | Mitsubishi Lancer Evo IX    |             |
| 2011   | Rally Villa de Madrid      | Daniel Marbán            | Víctor M. Ferrero   | Mitsubishi Lancer Evo X     |             |
| Fuente |                            |                          |                     |                             |             |